# François Gaviniès
François Gaviniès (Bordeaux, 1683 – Parigi, 1772) è stato un liutaio francese.
Ha iniziato la sua attività a Bordeaux. Sposato con Marie Laporte, si è trasferito con la famiglia a Parigi nel 1734. Suo figlio, Pierre Gaviniès, è stato un grande violinista, tra i massimi esponenti della scuola francese nella seconda metà del XVIII secolo.
I primi strumenti di Gaviniès erano poco interessanti, ma la sua qualità costruttiva è successivamente migliorata. I suoi strumenti, basati per molti aspetti su modelli Stradivari, avevano contorni ampi, curvature non troppo libere ed erano ben proporzionati, secondo calcoli precisi. Solitamente lavorava legni dalla bella marezzatura ed impiegava una vernice opaca, dal colore giallo-marrone oppure rossastro-marrone. Oltre a violini e viole, ha costruito anche viole da gamba, quinton e violoncelli, questi ultimi piuttosto apprezzati per il loro timbro.
Tra i suoi strumenti, sopravvivono diversi violini e viole, un contrabbasso con il cavigliere scolpito a testa, una viola da gamba del 1744 (conservata al museo del Conservatorio di Parigi), un pardessus de viole del 1728 (conservato al National Music Museum a Vermillion).